# اکیوات
اکیوات (به انگلیسی: Akkiwat) یک منطقهٔ مسکونی در هند است که در کارناتاکا واقع شده‌است.